# ميتوهيسا تاجوشي
ميتوهيسا تاجوشي (باليابانية: 田口 光久) (مواليد 14 فبراير 1955)، هو لاعب كرة قدم ياباني سابق كان يلعب كحارس مرمى. سبق له أن لعب مع منتخب اليابان.

## وصلات خارجية
- ميتوهيسا تاجوشي على موقع قاعدة بيانات كرة القدم.إي يو (الإنجليزية)
- ميتوهيسا تاجوشي على موقع ناشيونال فوتبول تيمز (الإنجليزية)

- National Football Teams
- Japan National Football Team Database